# Чібиж
Чіби́ж (рос. Чибыж, марій. Чывыж) — присілок у складі Сернурського району Марій Ел, Росія. Входить до складу Сердезького сільського поселення.

## Населення
Населення — 3 особи (2010; 1 у 2002).
Національний склад (станом на 2002 рік):
- марі — 100 %